# Dunecht House
Dunecht House est une demeure seigneuriale située sur le domaine de Dunecht dans l'Aberdeenshire, en Écosse. La maison est protégée en tant que bâtiment classé de catégorie A et les terrains sont inclus dans l'inventaire des jardins et des paysages conçus en Écosse, la liste nationale des jardins importants.

## Histoire

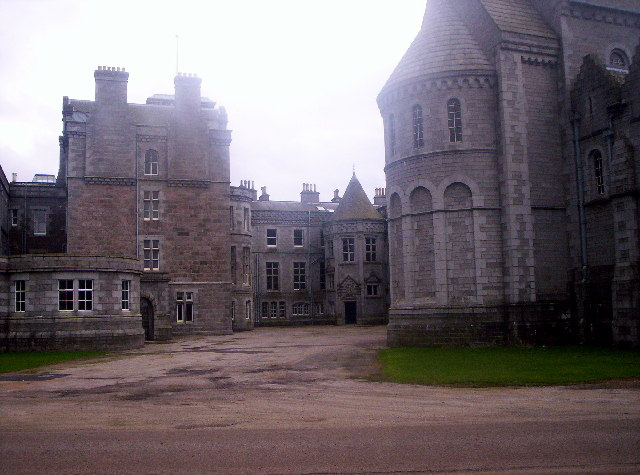

La baronnie d'Echt appartient à la famille Forbes depuis 1469 et le manoir d'origine, construit en 1705, est connu sous le nom de Housedale. Le manoir actuel est situé légèrement au sud-ouest de celui-ci . En 1820, William Forbes charge l'architecte de la ville d'Aberdeen John Smith de concevoir une maison de remplacement dans un style d'inspiration grecque à deux étages. La maison et les terres sont vendues au 24e comte de Crawford en 1845 pour 117 000 £. Sa résidence familiale principale est à Haigh Hall dans le Grand Manchester et c'est sous la direction du 25e comte de Crawford, son fils aîné qui lui succède en 1869, que d'autres ajouts importants sont apportés au manoir de Dunecht . Cette phase de travail architectural est entreprise par le fils de Smith, William, et s'étend de 1855 à 1859.
Des rénovations internes supplémentaires sont commandées vers 1867 et entreprises par George Edmund Street. Un incendie au début de novembre 1872 cause des dommages à l'aile nord-ouest de quatre étages qui abrite les quartiers des domestiques.
Le domaine est mis en vente en 1886 mais reste invendu jusqu'à ce qu'il soit acheté par AC Pirie en 1900. Pirie ajoute une nouvelle véranda et une salle à manger et commande également des travaux supplémentaires sur certains des bâtiments du domaine. Le manoir est loué au 1er vicomte Cowdray et à sa femme, Annie, vicomtesse Cowdray, en 1907. Lord Cowdray achète le domaine en 1912, puis commande d'autres extensions importantes jusqu'en 1920. Celles-ci sont  entreprises par Aston Webb. Des changements internes sont entrepris à partir de 1924. Lord Cowdray est mort dans son sommeil au manoir le 1er mai 1927 et est enterré à Echt. Il est remplacé par son fils, le 2e vicomte Cowdray, qui continue les rénovations internes qui sont accomplies vers 1932.
Il possède également un observatoire, construit par James Ludovic Lindsay, le 26e comte de Crawford en 1872. Plus tard, en 1888, il offre sa vaste bibliothèque et tout le contenu de l'observatoire à la nation, à condition que le gouvernement construise un nouvel Observatoire royal d'Édimbourg, plutôt que de le fermer à la suite de la démission de l'astronome royal d'alors pour l'Écosse, Charles Piazzi Smyth.

## Architecture
La conception originale du manoir par John Smith en 1820 est en granit, avec un sous-sol complet, trois salles de réception principales.
Les extensions initiales conçues par le fils de Smith sont construites à l'ouest de la maison existante. Celles-ci incorporent une tour à l'italienne proéminente dans le style d'Osborne House et des baies inclinées sur deux pignons. De grandes salles de réception y sont aménagées. La partie antérieure du manoir a un nouvel escalier à galerie ainsi que d'autres rénovations. Un escalier à galerie est ajouté à la partie d'origine du manoir et une Porte cochère de style dorique orne l'entrée.
Le manoir avait autrefois un grand carillon de huit cloches de John Warner and Sons accroché dans sa tour. Cependant ceux-ci sont vendus en 1996 et depuis 1999, servent de cloches d'église à Sainte Mary, Haddington, dans East Lothian.
Les pavillons et les portes de la tour du Loch of Skene sont également classés dans la catégorie A. Plusieurs autres structures dans le domaine sont désignées catégorie B, notamment les loges. Les jardins à la française sont situés à l'ouest et au sud du manoir et comportent deux grandes terrasses conçues par Aston Webb au début du XXe siècle.
La maison appartenait à Charles Anthony Pearson, frère du 4e vicomte Cowdray, mais est inoccupée à partir de 1998. Le domaine est mis en vente en 2012 et acheté par Jamie Oag le propriétaire de Spex Group et fondateur d'Optima.

## Galerie

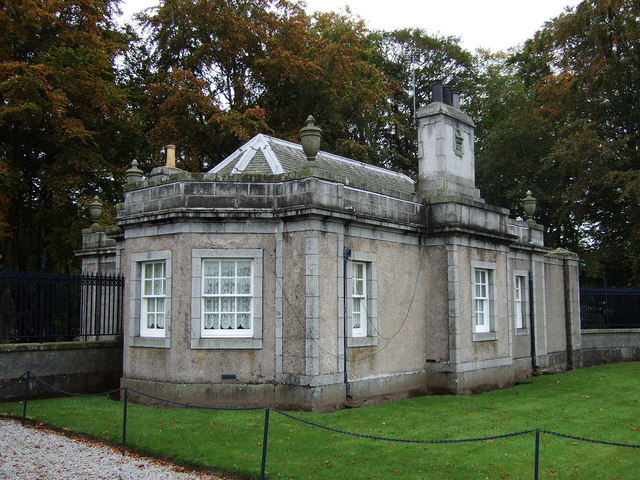
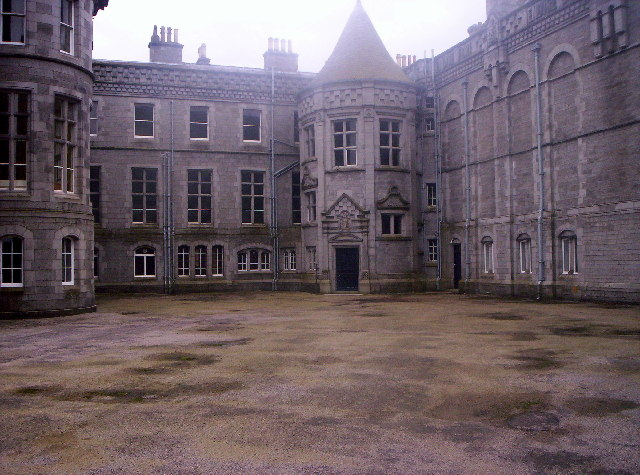
Cour intérieure
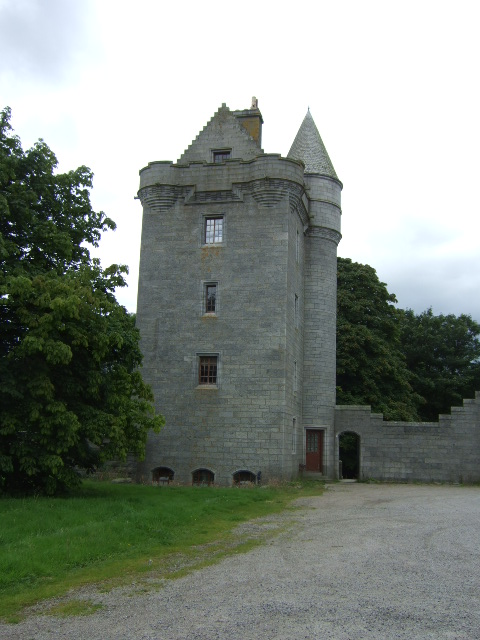
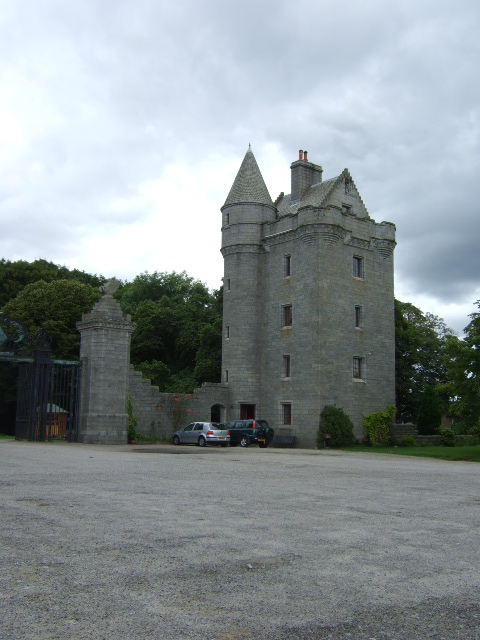
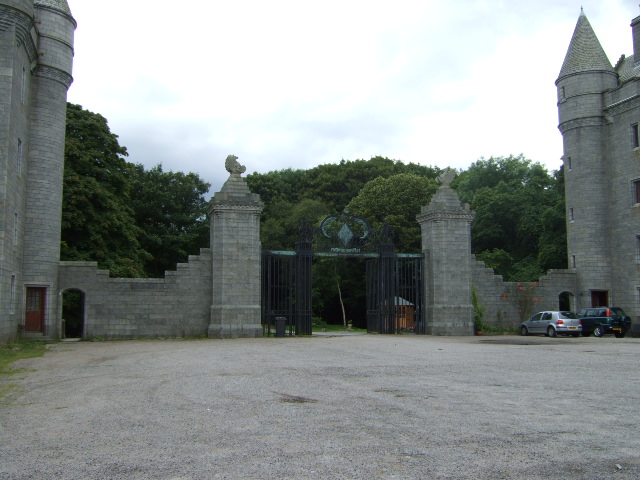
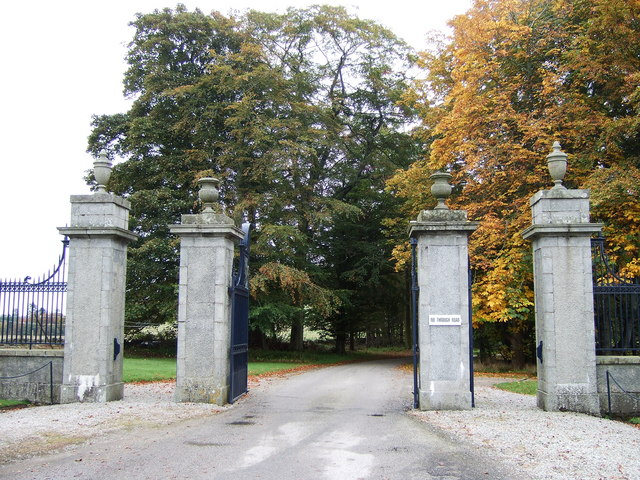
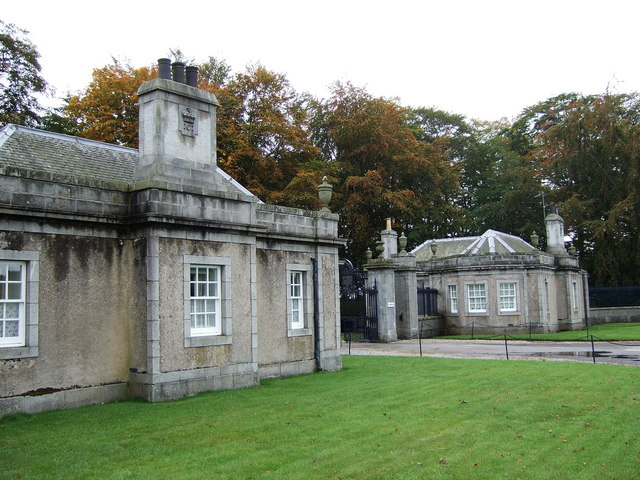
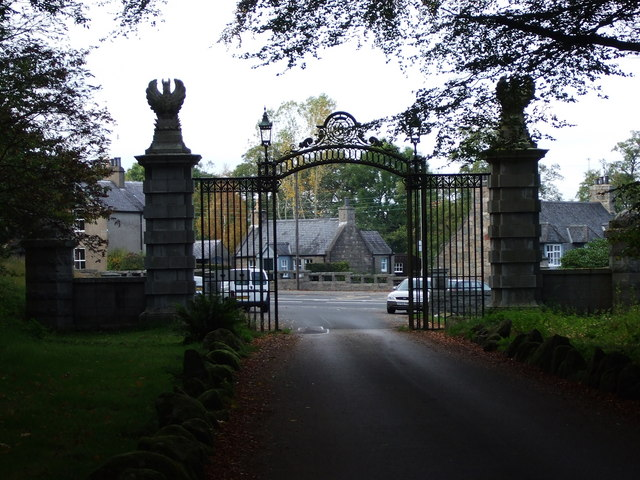
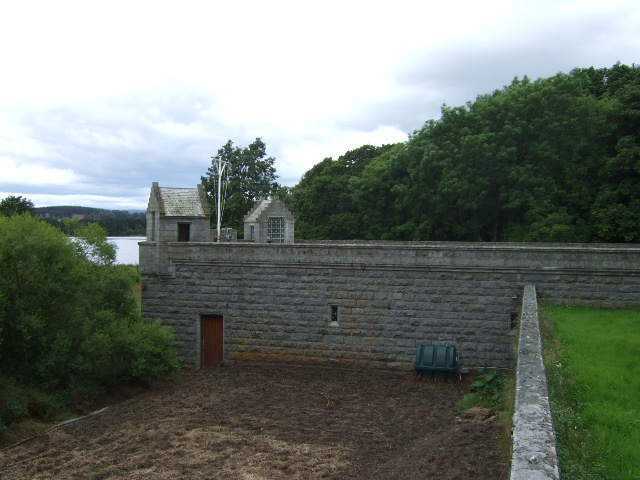
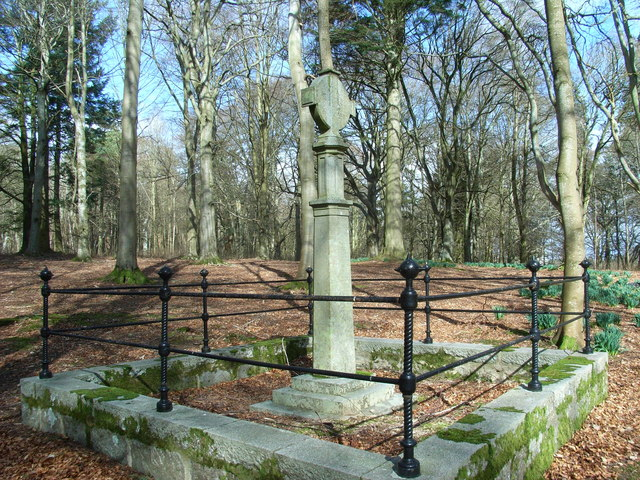
Tombe